# Balliaceae
Famille
Les Balliaceae sont une famille d’algues rouges de l’ordre des Balliales.

## Étymologie
Le nom vient du genre type Ballia, donné en hommage à « Miss Anne E. Ball » phycologue irlandaise (sœur du naturaliste Robert Ball).

## Liste des genres
Selon NCBI (25 décembre 2021) et World Register of Marine Species (25 décembre 2021) :
- Ballia Harvey, 1840